# 撒马尔罕之战
撒马尔罕之战，成吉思汗十五年（1220年）五月，蒙古帝国成吉思汗西征战争中，蒙古军在撒麻耳干（亦称寻思干、薛迷思干，今乌兹别克斯坦撒马尔罕城）击败花剌子模军的一次战斗。
撒麻耳干在利水（今泽拉夫姜河）上，距不花剌五日行程，是花剌子模帝国的新都。北面是基吉尔库姆沙漠，南面是铁门关（今乌兹别克斯坦南部杰尔宾特西）天险，北有锡尔河、南有阿姆河，战略地位重要。
摩诃末为抵抗蒙古军，修筑了浩大的防御工事，命阿尔泼汗统领由康里、塔吉克等部族兵组成的十一万军队（一说六万）驻守。1220年五月，成吉思汗从不花剌东进，走了五天，骑兵到达撒马尔罕城下。成吉思汗在郊外的库克撒来结营，一、三路军前来会师。成吉思汗扫清撒马尔罕外围，令阿刺黑、毕速尔率兵一部攻占铁门关、塔里寒，以切断其援兵。成吉思汗得知摩诃末已离开撒马尔罕，立即派哲别、速不台和脱忽察儿率军三万，追击摩诃末。蒙古军开始包围撒马尔罕城，守将阿尔泼汗、匈赤汗、巴郎汗三人乘蒙古军合围未成时出击，任用善战的塔吉克兵为先锋，被蒙古軍设伏歼灭。康里兵因为与蒙古同族，没有支援。蒙古军攻城两日，康里兵纷纷投降。城内宗教领袖也到成吉思汗军营请降，成吉思汗善待他们。第二日，城内军民停止抵抗，开城投降。蒙古军进入城内，全歼内堡的守军。拆毁城堡，填平战壕，屠杀三万康里兵，只有阿尔泼汗率一千人，乘夜落逃。
撒马尔罕城陷后，成吉思汗命太师国公耶律阿海，组建军政府，以降官巴克曷勒篾里克、牙剌瓦赤等人主收赋税，管辖降长。取工匠三万人，分给各营，选拔壮丁三万人为签军，补充攻城队。